# Ocalemia borneensis
Ocalemia borneensis là một loài bọ cánh cứng trong họ Cerambycidae.